# Paul Robert Hickel
Pour les articles homonymes, voir Hickel.
Paul Robert Hickel, né le 6 octobre 1861 à Mulhouse et mort le 28 février 1935 à Versailles, est un botaniste français.

## Biographie
Diplômé de l'Institut national agronomique et de l'École nationale forestière de Nancy, sa carrière professionnelle le conduit, entre autres au Maroc, à l'École forestière des Barres, à l'École agronomique de Grignon. Il est nommé conservateur des Eaux et Forêts en 1921.
En 1905, il crée la Société dendrologique de France, avec Louis-Albert Dode. Il occupe le poste de secrétaire général jusqu'en 1928, date à laquelle il en prend la présidence.
Toujours précurseur, il crée en 1922, avec A. Pavary, la Silva Mediterranea, une ligue forestière internationale agissant sous l'égide de la FAO. L'idée d'une telle structure avait été lancée par Paul Robert Hickel dès 1911, à l'occasion d'un congrès international ; mais la Première Guerre mondiale, survenue entre-temps, en a retardé la création. Il en assure la présidence dès sa création, et prend la direction de sa publication, Bulletin de la Silva Mediterranea.
Il est président de la Société botanique de France en 1926.
Il est l'auteur (ou le co-auteur) de 129 notices d'espèces végétales.

## Distinctions
- Chevalier de la Légion d'honneur ;
- Commandeur de l'ordre du Mérite agricole ;
- Officier de l'ordre des Palmes académiques.

## Publications
- Graines et plantules des arbres et arbustes indigènes et communément cultivés en France, 2 vol., Verdailles, 1911
- Un précurseur en dendrologie: Pierre Belon (1517-1564), Paris,  1924
- Dendrologie forestière, éd. Paul Lechevallier, Paris, 1932